# Ahmed Djoghlaf
Ahmed Djoghlaf (Algeri, 25 novembre 1953) è un diplomatico algerino,  è il segretario esecutivo della Convenzione sulla diversità biologica nell'ambito dell'UNEP (Programma delle Nazioni Unite per l'Ambiente).
Come segretario esecutivo della Convenzione, ha un ruolo chiave nel campo dello sviluppo sostenibile e nella protezione globale della biodiversità.
Precedentemente aveva ricoperto il ruolo di Assistente Direttore Esecutivo dell'UNEP, e di Direttore della Divisione di coordinamento del Fondo mondiale per l'ambiente (GEF). Ha studiato, tra l'altro, presso l'Università di Nancy, in Francia (dove ha conseguito il PhD in Scienze politiche), la St.John's University di New York (master in Arti, Governo e Politiche), l'Université Lille Nord de France (master in Scienze Politiche e Scienze dell'Informazione) e l'Università di Algeri (laurea in Giurisprudenza).